# بيتر جي. شيريدان
بيتر جي. شيريدان (بالإنجليزية: Peter G. Sheridan)‏ هو قاضي ومحامي أمريكي، ولد في 1950 في كامبريدج في الولايات المتحدة.